# Amaury Bernier

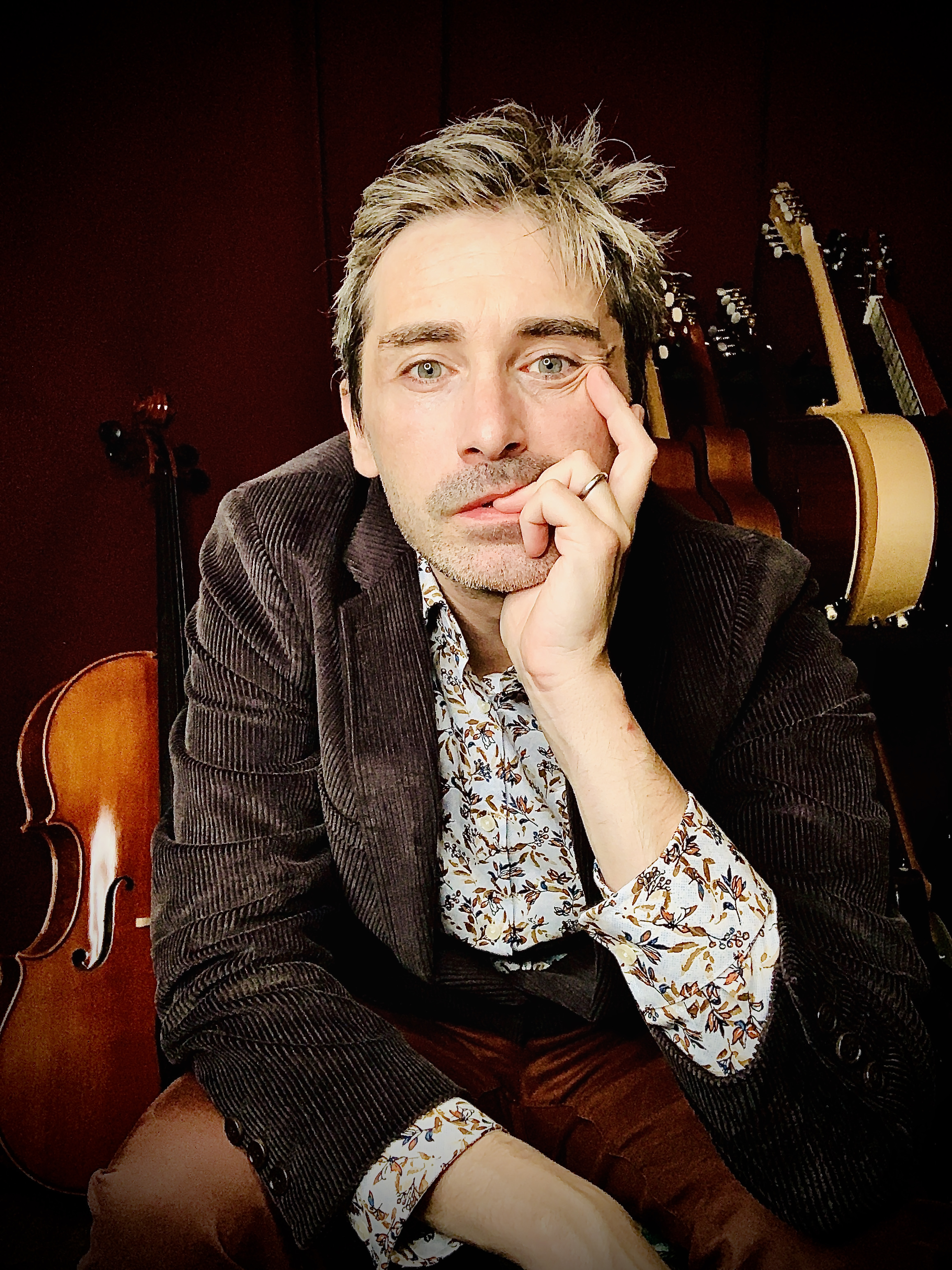
Amaury Bernier (2023)

Amaury Laurent Bernier (* 17. November 1980 in Melun) ist ein französischer Musiker, Songwriter und Filmkomponist. Er lebt seit 2015 in Hamburg.

## Leben
Geboren und aufgewachsen in der Nähe von Paris, zog Amaury Laurent im Alter von 10 Jahren in den Süden Frankreichs, nach Libourne, wo er begann, verschiedene Instrumente zu spielen. Nach seinem Studium der modernen Literatur in Bordeaux, verbrachte Amaury Jahre damit, als Multiinstrumentalist und Produzent für verschiedene Künstler zu schreiben, zu arrangieren und zu produzieren, um die Aufnahmetechniken zu erlernen.
Um 2014 herum lernte Amaury einen Regisseur kennen, der seine Arbeit als Songschreiber und Komponist kannte und ihm vorschlug, seinen Kurzfilm zu vertonen. Seitdem konzentrierte er sich auf Filmmusik und hat an mehr als 120 Projekten gearbeitet, darunter Werbespots, Kurzfilme, Fernsehserien und Spielfilme.
Im Jahr 2022 nahm Amaury mit dem südafrikanischen Cape Town Philharmonic Orchestra den Soundtrack des Films Totem auf.

## Filmografie
- Zwei zu eins (Natja Brunckhorst, 2024)
- Elli Ungeheuer Geheim (OT: Elli And Her Monster Team, Jesper Møller, Jens Møller, Piet de Rycker, 2024), Eagle Eye Filmproduction, Traumhaus Films, Carpe Diem Films.
- Mein Totemtier und Ich (OT: TOTEM, Sander Burger, 2022), Volya Films / LeitwolfFilmProduktions
- Willi und die Wunderkröte (Markus Dietrich, 2021), Filmtank
- Princess Emmy (Piet de Rycker, 2018), Studio 100/Red Kite Animations/AnimationsFabrik
- Das Leben Vor Mir (Anna Justice, 2018) [LeitwolfFilmProduktions/NDR]
- 3 Tage In Quiberon (Emily Atef, 2017) [Zusätzliche Musik - Filmmusik von Julian Maas & Christopher Kaiser]
- Hadia / The Gift (Kurzfilm, Sinem Sakaoglu, 2017)
- Atomic Puppet (Fernsehserie, 2016), Technicolor/Gaumont Animations/Mercury Filmworks

## Diskografie
- Two To One – Soundtrack, 2024 (Moviescore Media[4])[5]
- Elli and Her Monster Team – Soundtrack, 2024 (Moviescore Media[4])[6][7][8]
- TOTEM – Soundtrack, 2023[9][10]
- Willi und die Wunderkröte – Soundtrack, 2022
- 34 Days in Lockdown (Distrokids), 2020[11][12]
- Princess Emmy – Soundtrack, 2019
- Das Leben Vor Mir – Soundtrack, 2018

## Ehrungen und Auszeichnungen
- Independent Days 2024, Best Composer, Elli Ungeheuer Geheim ( Elli and her monster Team ) , 2024[13][14]
- Deutscher Filmmusik Preis, Beste Musik in Kinderfilm, Meine Totemtier und Ich, 2024[15][16][17]
- Best composer, Yucca Valley Film Festival, Elli and Her Monster Team, 2024[18]